# Фінсько-шведські відносини
Фінляндія та Швеція мають довгу спільну історію, схожі правові системи, а також економічну та соціальну модель. Фінляндія була частиною Швеції майже 700 років приблизно з 1150 року до фінської війни 1809 року, після якої Фінляндія стала автономною частиною Російської імперії як Велике князівство Фінляндське. Відтоді як Фінляндія здобула повну незалежність від Росії в 1917 році, обидві країни були близькими партнерами і мали особливі відносини.. Кількість фінсько-шведських зв'язків і якість співпраці в більшості сфер уряду є унікальними в порівнянні з іншими міжнародними відносинами, в яких беруть участь обидві країни. Шведська мова має офіційний статус у Фінляндії, тоді як фіни становлять найбільшу етнічну меншість у Швеції, за оцінками, близько 675 000 осіб.
І Фінляндія, і Швеція разом приєдналися до Європейського Союзу в 1995 році. Відносини підтримуються на найвищому політичному рівні на регулярній основі, а взаємодія між органами державної влади та громадянським суспільством є дуже міцною. Новими елементами особливих відносин є офіційний статус мови меншини, який фінська мова отримала у Швеції, а також бізнес-інтеграція між двома країнами. Обидві країни також об'єднує те, що ні Фінляндія, ні Швеція не прийняли рішення про вступ до НАТО, тоді як усі інші країни Північної Європи, а також країни Балтії є членами НАТО.
Фінляндія має посольство в Стокгольмі, Генеральне консульство в Гетеборзі і 21 консульств в Борленге, Боросу, Еськильстуна, Евле, Хапаранда, Хальмстад, Карлсхамн, Карлскозі, Карлстад, Ландскрона, Лулео, Мальме, Норчепінг, Оскарсхамн, Скеллефтеа, Сундсваль, Trollhättan, Уппсала, Умео, Вісбю і Вестерос. Швеція має посольство в Гельсінкі, генконсульство в Мариехамн і 17 консульств в Йоенсуу, Ювяскюля, Коккола, Котка, Куопіо, Лахті, Лаппеенранта, Міккелі, Оулу, Якобстад, Пори, Расеборг, Рівному, Тампере, Торнио, Турку і Вааса.
У більшому масштабі і Фінляндія, і Швеція також мають особливі відносини з усіма іншими скандинавськими країнами (Данія, Ісландія та Норвегія).

## Порівняння країн

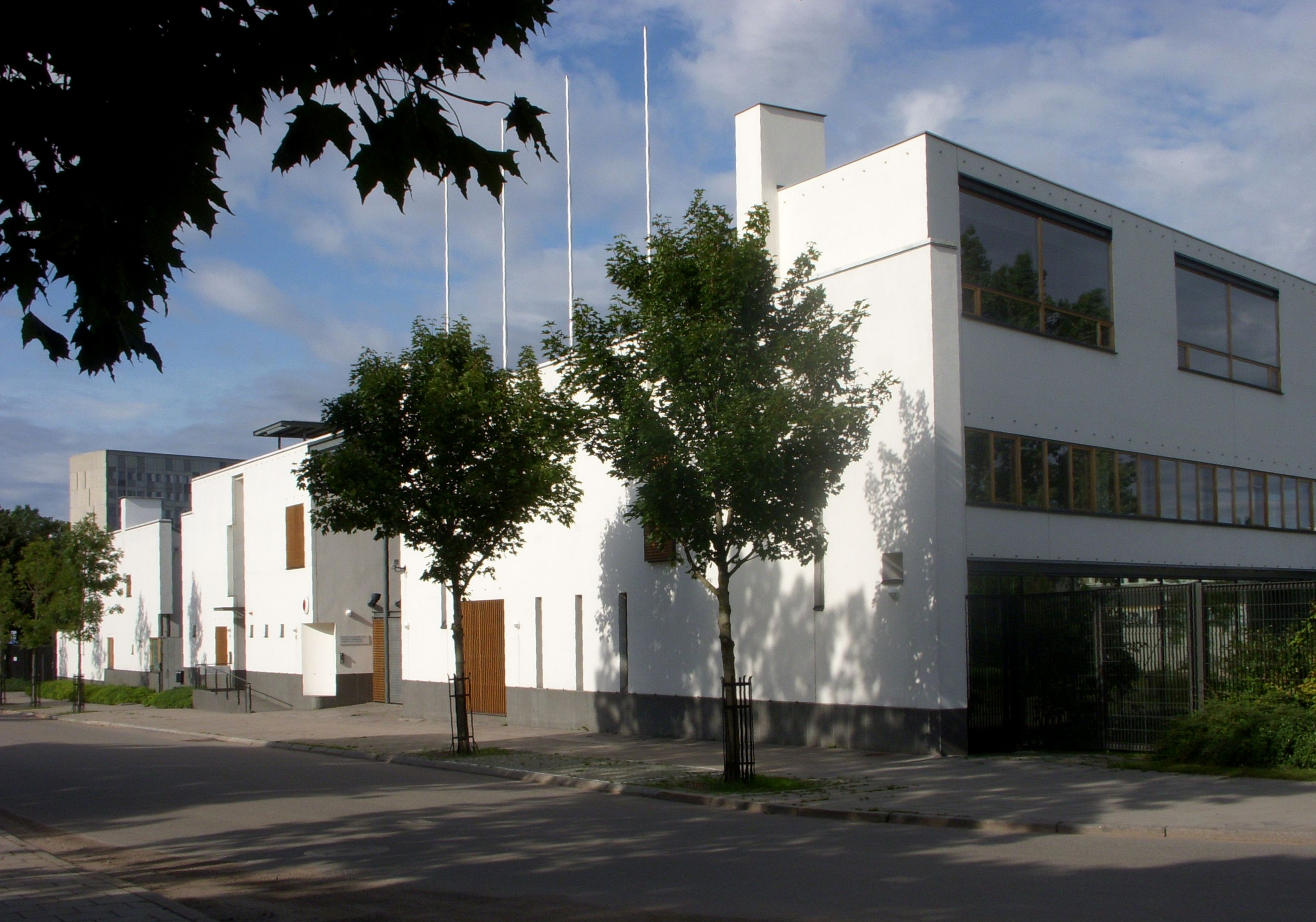
Посольство Фінляндії в Стокгольмі

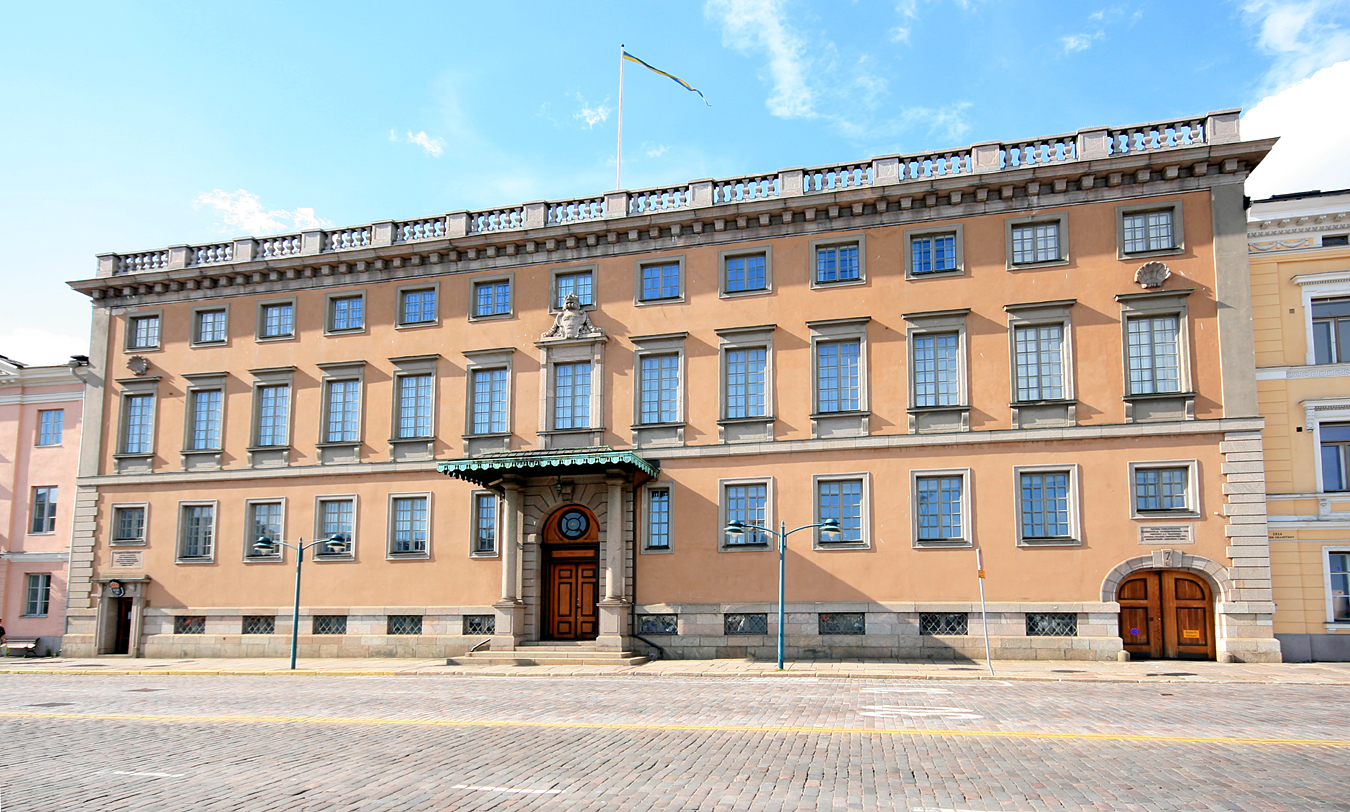
Посольство Швеції в Гельсінкі

|                                     | Фінляндія                                                                                 | Швеція                                                                                               |
| ----------------------------------- | ----------------------------------------------------------------------------------------- | --- |
| Населення                           | 5,536,146                                                                                 | 10,402,070                                                                                           |
| Область                             | 338,455 км2                                                                               | 450,295 км2                                                                                          |
| Щільність населення                 | 16/км2                                                                                    | 25/км2                                                                                               |
| Столиця                             | Гельсінкі                                                                                 | Стокгольм                                                                                            |
| Найбільші міста                     | Гельсінкі – 1,526,694 Тампере – 385,610 Турку – 330,192 Оулу – 208,939 Ювяскюля – 143,400 | Стокгольм – 2,402,609 Гетеборг – 1,025,355 Мальме – 749,427 Гельсінгборг – 272,873 Уппсала – 253,704 |
| Уряд                                | Унітарна парламентська республіка                                                         | Унітарна парламентська конституційна монархія                                                        |
| Поточний лідер                      | Саулі Нііністьо (Президент) Санна Марін (Прем'єр-міністр)                                 | Карл XVI Густав (Король) Ульф Крістерссон (Прем'єр-міністр)                                          |
| Головна Мова                        | Фінська і Шведська                                                                        | Шведська                                                                                             |
| Офіційні або визнані мови меншин    | Саамська, Ромська, Жестова мова, Карельська                                               | Фінська, Саамська, Ромська                                                                           |
| Головна Релігія                     | 67.8% Лютеранська 1,1% Православні 1,7% іншої релігії 29,4% нерелігійні                   | 60.2% Лютеранська 8,5% інші 31,3% нерелігійні                                                        |
| ВВП (номінальний)                   | $236,8 млрд.                                                                              | $511,3 млрд.                                                                                         |
| ВВП (номінальний) на душу населення | $43,169                                                                                   | $51,165                                                                                              |
| ВВП (ПКС)                           | $231,3 млрд доларів                                                                       | $498,1 млрд доларів                                                                                  |
| ВВП (ПКС) на душу населення         | $42,165                                                                                   | $49,836                                                                                              |
| Темпи зростання реального ВВП       | 1.15%                                                                                     | 1.29%                                                                                                |
| Військові витрати                   | 1,99% ВВП                                                                                 | 1,18% ВВП                                                                                            |
| Робоча сила'                        | 2,677,260                                                                                 | 5,268,520                                                                                            |

## Історія

#### Період вікінгів і шведські хрестові походи
Контакти між Швецією та теперішньою Фінляндією були значними навіть у дохристиянські часи. У вікінги були відомі фінам як за рахунок їх участі в торгівлі і їх розграбування. Є свідчення про можливі поселення вікінгів на материковій частині Фінляндії. Аландські острови, ймовірно, були заселені зі Швеції в період вікінгів.
Протягом 11 і 12 століть Швеція поступово стала єдиним християнським королівством. Згідно з археологічними знахідками, християнство вперше закріпилося у Фінляндії також у 11 столітті. Пізніші середньовічні легенди описують спроби шведів завоювати та «християнізувати» Фінляндію під час Першого шведського хрестового походу десь у середині 1150-х років. На початку 13 століття єпископ Томас став першим єпископом Фінляндії. Було кілька світських держав, які мали на меті поставити Фінляндію під свою владу, але шведський регент Біргер Ярл встановив шведське панування у Фінляндії через Другий шведський хрестовий похід, який найчастіше датується 1249 роком.
Згідно з більш сучасним історичним описом, Фінляндія стала інтегрованою до шведського королівства в основному завдяки торгівлі та поселенням через Аландські острови, а хрестові походи не мали вирішального значення. Шведські історики 17 століття стверджували, що Фінляндія була завойована хрестовими походами, оскільки цей опис вважався більш славним. Пізніше цей міф був використаний фінськими істориками після Громадянської війни у Фінляндії. Згуртованість Фінляндії була зміцнена через погляд на Швецію як на колишнього ворога. Швеція також прийняла цей міф як істину, що полегшило сприйняття подальшої втрати Фінляндії.

#### Середньовіччя
Традиційні землі Швеції. (Різні етапи розширення позначені відтінками. Межі станом на 1700 рік.)
Фінляндія поступово стала інтегрованою і важливою частиною Швеції. Фінляндія стала відома як Остерланд, і його основною г.п. еволюціонував в Або. Обо був одним із найбільших міст у королівстві Швеції, серед населення якого були німецькі купці та ремісники. Інакше ступінь урбанізації в середньовічній Фінляндії був дуже низьким. Протягом 12 і 13 століть велика кількість шведських поселенців переселилася на південне і північно-західне узбережжя Фінляндії, включаючи Аландські острови та архіпелаг між Обо та Аландськими островами. У цих регіонах шведська мова широко поширена і сьогодні. Шведська стала мовою високопоставлених людей і в багатьох інших частинах Фінляндії.
У 1362 році представники Фінляндії були викликані для участі у виборах короля Швеції. Цей рік часто вважається символом включення Фінляндії до складу королівства Швеції. Як і в скандинавській частині королівства, шляхта або (нижча) знать складалася з магнатів і йоменів, які могли дозволити собі озброєння для людини і коня. Вони були зосереджені в південній частині Фінляндії.
Після Чорної смерті та внутрішньої боротьби за владу в Швеції королева Данії Маргарита I об'єднала скандинавські країни в Кальмарську унію в 1397 році зі схвалення шведської знаті. Фінляндія іноді брала участь у цій боротьбі, але загалом 15 століття, здається, було відносно процвітаючим часом, який характеризувався зростанням населення та економічним розвитком. Проте наприкінці XV століття ситуація на східному кордоні ставала все більш напруженою. Князівство Москви завоювали Новгород, готуючи шлях до єдиної Росії, і незабаром виникла напруженість зі Швецією. У 1495—1497 роках точилася війна між Швецією та Росією. Місто-фортеця Виборг вистояло проти російської облоги.

#### Епоха Васи та війна дубинок

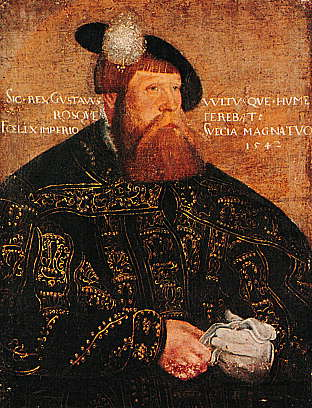
Gustav I зображення з 1542 року Jakob Bincks.

У 1521 році Кальмарська унія розпалася, і Густав Ваза став королем Швеції. Під час його правління шведська церква була реформована. Державна адміністрація також зазнала масштабних реформ і розвитку, що надало їй набагато сильніше контроль над життям місцевих громад, а також можливість збирати вищі податки. Дотримуючись політики Реформації, у 1551 році Мікаель Агрікола, єпископ Обо, опублікував свій переклад Нового Завіту фінською мовою. У 1550 році Гельсінкі був заснований Густавом Ваза під назвою Гельсінгфорс, але протягом більше двох століть залишався трохи більше ніж рибальським селищем.
Король Густав Ваза помер у 1560 році, і його корона була передана трьом його синам по черзі. Прості люди Фінляндії постраждали в цей період через призови, високі податки та зловживання військовослужбовцями. Це призвело до Києвої війни 1596—1597 років, відчайдушного селянського повстання, яке було жорстоко і криваво придушене. Мирний договір (Теузінський договір) з Росією в 1595 році переніс кордон Фінляндії далі на схід і північ, дуже приблизно там, де проходить сучасний кордон.
Важливою частиною історії Фінляндії 16-го століття було зростання території, заселеної землеробським населенням. Фермери з провінції Савонія заселили величезні дикі регіони Середньої Фінляндії, і первісному саамському населенню часто доводилося залишати. Частина заселених пустелі була традиційною територією полювання та рибальства карельських мисливців. У 1580-х роках це призвело до кровопролитної партизанської війни між фінськими поселенцями та карелами в деяких регіонах, особливо в Остроботнії.

#### 19 століття
У 1809 році Швеція втратила Фінляндію до Росії після фінської війни.

#### Незалежність
У 1917 році Фінляндія отримала незалежність під час Першої світової війни. Швеція визнала незалежність, але вимагала, щоб Аландські острови увійшли до складу Швеції. Під час громадянської війни у Фінляндії 1918 року Швеція окупувала Аланди. Ліги Націй вирішила суперечку, не змінюючи кордону, але вимагала, щоб шведська мова залишилась розмовною мовою Аландських островів.

### Друга світова війна
Під час Другої світової війни Швеція оголосила про свій нейтралітет, але під час Зимової війни вона оголосила себе невоюючою і в обмеженій мірі підтримувала справу Фінляндії. Це включало понад 8000 шведських добровольців армії та повітряних сил. Швеція також прийняла і опікувалася безліччю фінських «дітей війни» під час Другої світової війни. Після війни Швеція мала чіткий старт у повоєнному економічному розвитку, багато в чому завдяки її нейтралітету у війні.
У вересні 1944 року Фінляндія перемістила елементи своїх засобів розвідки сигналів до Швеції в рамках операції Stella Polaris, дозволивши Швеції отримати доступ до перехоплених радянських комунікацій в обмін на безпеку в разі поновлення радянського вторгнення до Фінляндії.

#### Післявоєнна епоха
Це давня традиція для першого офіційного закордонного візиту нового прем'єр-міністра з однієї з країн відвідати іншу. Хоча в червні 2014 року тодішній новообраний прем'єр-міністр Фінляндії Олександр Стубб порушив традицію і використав свій перший офіційний візит за кордон, щоб відвідати Естонію. Відтоді Антті Рінне також здійснив свій перший офіційний візит до Естонії, але Юха Сіпіля та Санна Марін здійснили свій перший офіційний візит до Швеції.
У 2014 році дві країни оголосили про особливе оборонне партнерство між ними.
У 2020 та 2021 роках COVID-19 вразив Європу, Швеція та Фінляндія обрали різні національні відповіді. Швеція загалом запровадила дещо більш м'які обмеження, тоді як Фінляндія закрила кордони і мала дещо жорсткіші обмеження. Це пов'язано з різною історією обох країн. Фінляндія мала більш травматичний досвід під час Другої світової війни, який залишив свій відбиток у фінському суспільстві й донині і, таким чином, підтримував більшу готовність до кризи. Тоді як після закінчення холодної війни Швеція скоротила свою готовність і вирішила використати ці кошти на інші цілі. Однак, який вплив це матиме на офіційні державні відносини, незрозуміло, але є чиновники в обох країнах, яким довелося коментувати занепокоєння громадськості з приводу відносин Фінляндії та Швеції в засобах масової інформації країн одна одної

## Зовнішні посилання
- Finland's embassy to Sweden [Архівовано 30 січня 2019 у Wayback Machine.]